# 比韦斯
比韦斯（法語：Bivès，法語發音：[bivɛs]）是法国热尔省的一个市镇，属于孔东区。

## 地理
比韦斯（43°49'59"N, 0°48'17"E）面积9.93 平方千米，位于法国奧克西塔尼大區热尔省，该省份为法国西南部内陆省份，北起顺时针与洛特-加龙省、塔恩-加龙省、上加龙省、上比利牛斯省、大西洋比利牛斯省和朗德省接壤。
与比韦斯接壤的市镇（或旧市镇、城区）包括：卡代扬、埃斯特拉米亚克、翁普斯、蒙福尔、圣莱奥纳尔、图讷库普、巴若内特。

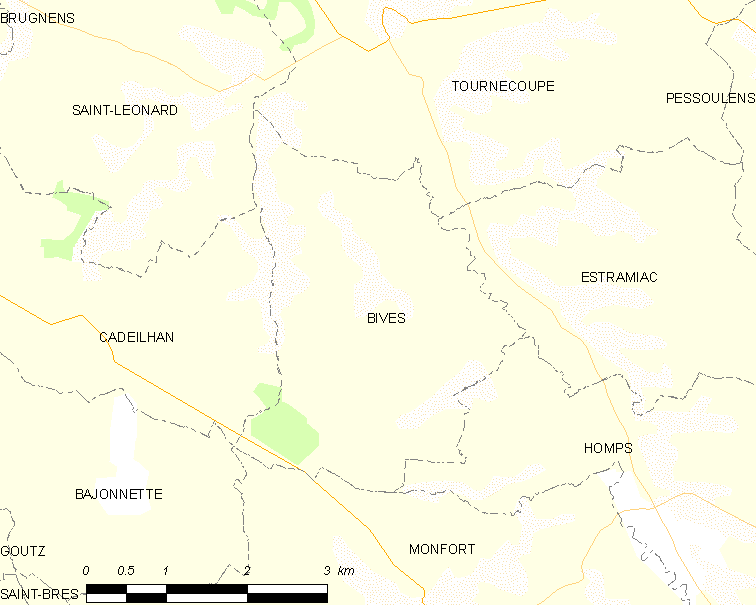
比韦斯的OSM定位图

比韦斯的时区为UTC+01:00、UTC+02:00（夏令时）。

## 行政
比韦斯的邮政编码为32380，INSEE市镇编码为32055。

## 政治
比韦斯所属的省级选区为弗勒朗斯-洛马涅县。

## 人口

1962-2008年间比韦斯人口变化图示

比韦斯于2022年1月1日时的人口数量为119人。